# 礼県
礼県（れい-けん）は中華人民共和国甘粛省隴南市に位置する県。県人民政府の所在地は城関鎮。

## 地理
礼県は東は天水市秦州区・西和県、西は宕昌県・岷県、南は武都区、北は武山県・甘谷県に隣接する。

## 行政区画
22鎮、7郷を管轄：
- 鎮：城関鎮、塩官鎮、石橋鎮、白河鎮、寛川鎮、永興鎮、祁山鎮、紅河鎮、永坪鎮、中壩鎮、羅壩鎮、雷壩鎮、崖城鎮、洮坪鎮、竜林鎮、固城鎮、江口鎮、湫山鎮、白関鎮、橋頭鎮、王壩鎮、灘坪鎮
- 郷：馬河郷、上坪郷、雷王郷、沙金郷、草坪郷、肖良郷、三峪郷

## 交通

### 道路
- 高速道路
  - 十天高速道路

## 名所
- 趙孟頫字碑
- 祁山武侯祠
- 大堡子山秦公墓